# Hans-Wilhelm Schrader
Hans-Wilhelm Schrader (* 1889 in Berlin; † 1958 in Düsseldorf) war ein deutscher Verwaltungsjurist und Richter. Er war von 1949 bis 1957 Präsident des Landesrechnungshofes Nordrhein-Westfalen.

## Leben

### Ausbildung
Schrader studierte Rechtswissenschaften und wurde 1912 mit einer Arbeit über „Manuskript und Druckschrift und ihre Stellung im literarischen Urheberrecht“ an der Hohen juristischen Fakultät der Großherzoglich Badischen Ruprecht-Karls-Universität Heidelberg zum Dr. iur. promoviert.

### Laufbahn und Wirken
Hans-Wilhelm Schrader trat nach dem Studium 1910 in den preußischen Staatsdienst ein und war von 1915 bis 1918 Gerichtsassessor in Berlin. Anschließend war er 1918 kurzzeitig Bürgermeister von Bramsche und dann von 1918 bis 1921 Bürgermeister von Finsterwalde. Danach arbeitete er von 1921 bis 1929 als Regierungsrat in der Reichsfinanzverwaltung und wechselte 1929 als Oberverwaltungsgerichtsrat an das Preußische Oberverwaltungsgericht.
Nach Machtübernahme der Nationalsozialisten erfolgte auf Grundlage von § 5 des Berufsbeamtengesetzes eine Rückernennung zum Regierungsrat sowie eine Versetzung zur Regierung Aurich. Anschließend zog er nach einem Jahr krankheitsbedingter Beurlaubung nach Frankfurt (Oder) und arbeitete dort bis 1937 als Justiziar bei der Regierung. Nachdem er zwangspensioniert worden war, da seine Frau Jüdin und seine Tochter mit einem Juden verheiratet war, lebte er bis Januar 1944 mit seiner Frau, Tochter und einem Enkelkind von seinem Ruhegehalt. Der jüdische Mann seiner Tochter wurde verschleppt. Im Januar 1944 flüchtete er mit seiner Familie aus der Berliner Wohnung auf ein Laubengrundstück in Berlin-Spandau, weil sie sich vor nationalsozialistischen Repressalien fürchteten. Dort verharrten sie bis Kriegsende ohne ein Konto oder Lebensmittelmarken.
Nach dem Krieg stieg er schnell auf, auch weil er Erfahrung im Staatsdienst hatte, aber nicht nationalsozialistisch belastet war, sondern als durch das NS-Regime Verfolgter amtlich anerkannt wurde. Im Mai 1945 setzte ihn die amerikanische Militärregierung bei der Abwicklung des Reichsverwaltungsgerichtes ein. Er wurde im November 1945 als Direktor des neueröffneten Verwaltungsgerichtes Berlin-Kreuzberg eingeführt und wechselte bereits im Dezember 1945 zur britischen Militärregierung. Nach zwei Jahren als Vizepräsident wurde ihm 1947 die Funktion des Präsidenten des Bezirksverwaltungsgerichtes für den britischen Sektor übertragen. Durch den britischen Kontakt übernahm er im Juli 1948 als Ministerialdirigent die Leitung der Personalabteilung im Innenministerium des Landes Nordrhein-Westfalen.
Mit Wirkung vom 2. Mai 1949 wurde er schließlich zum ersten Präsidenten des Landesrechnungshofes Nordrhein-Westfalen ernannt. Am 31. Januar 1957 trat er in den Ruhestand ein.
Er war Mitglied der SPD.

## Auszeichnungen (Auswahl)
- Großes Verdienstkreuz des Verdienstordens der Bundesrepublik Deutschland (1957)

## Veröffentlichungen (Auswahl)
- Manuskript und Druckschrift und ihre Stellung im literarischen Urheberrecht. Dissertation, Hausbücher-Verlag Hans Schnippel, Berlin-Wilmersdorf 1912.
- Das Beamtenrecht in seiner neuen Gestalt. Hirschfeld 1930.
- Das Reichsbeamtengesetz mit Nebengesetzen: Textausgabe mit Verweisungen und Sachregister. Vahlen, Berlin 1934.